# Ульянов Олег Михайлович
Олег Михайлович Ульянов — український радіоастроном, завідувач відділу декаметрової астрономії Радіоастрономічного інституту НАНУ (з 2017), лауреат Державної премії України (2018) і Премії НАНУ ім. С. Я. Брауде (2016).

## Біографія
Народився 14 травня 1960 року у місті Радехів у Львівській області. 1982 року закінчив Харківський інститут радіоелектроніки.
1999 року в Головній астрономічній обсерваторії НАНУ захистив дисертацію кандидата наук на тему «Радіовипромінювання пульсарів у декаметровому діапазоні хвиль» за спеціальністю «астрофізика, радіоастрономія». 2007 року здобув наукове звання старшого наукового співробітника.
Працює в Радіоастрономічному інституті НАНУ. З 2005 року — на посаді старшого наукового співробітника. З 2017 року — завідувач відділу декаметрової радіоастрономії.

## Відзнаки
- 2016 — Премія НАНУ імені С. Я. Брауде за відкриття радіовипромінювання від блискавок на Сатурні та від космічних атомів вуглецю у станах з головним квантовим числом більше 1000 (спільно з В. В. Захаренком і С. В. Степкіним)[2].
- 2018 — Державна премія України в галузі науки і техніки за цикл робіт «Радіовипромінювання Всесвіту на декаметрових хвилях» (спільно з 7 співавторами)[1].